# Campeonato Paulista de Futebol de 1957 - Segunda Divisão
O Campeonato Paulista de Futebol de 1957 - Segunda Divisão foi a 11.ª edição do torneio promovido pela Federação Paulista de Futebol, equivalente ao segundo nível do futebol no estado de São Paulo. O América de São José do Rio Preto conquistou seu primeiro título da competição, garantindo também o acesso para o Campeonato Paulista de Futebol de 1958.

## Forma de disputa
Na primeira fase 31 equipes foram divididas em 3 grupos, disputado por pontos corridos em dois turnos, onde os dois primeiros de cada grupo avançou à fase final. Os 6 times classificados disputaram o título nos mesmos moldes da fase anterior.

## Jogo decisivo

### Última rodada do "Torneio dos Finalistas"
| 29 de dezembro de 1957 | Corinthians | 2 – 3 | América                              | Presidente Prudente                              |
|                        | Plinio (2)  |       | Leal (penal), Urias, Valter (contra) | Renda: Cr$ 90.000,00 Árbitro: Benedito Francisco |

## Classificação da fase final
| 1 | América (São José do Rio Preto)   | 15 |
| 2 | São Bento (Sorocaba)              | 12 |
| 3 | Catanduva (Catanduva)             | 11 |
| 4 | Taquaritinga (Taquaritinga)       | 10 |
| 5 | Corinthians (Presidente Prudente) | 08 |
| 6 | Paulista (Jundiaí)                | 04 |

## Premiação
| Campeonato Paulista de 1957 - Segunda Divisão |
| --------------------------------------------- |
| América Campeão (1º título)                   |